# Kogugvon kogurjói király
Kogugvon (Gogugwon) vagy Kukkangszang (Gukgangsang) (? – 371) az ókori Kogurjo (Goguryeo) állam tizenhatodik királya volt.

## Élete
Micshon (Micheon) király fiaként született Ko Szaju vagy Szö (고사유/쇠, 高斯由/釗, Go Sayu vagy Swe) néven.
A 4. században a megerősödő hszienpej (xianbei) néppel vívott kemény csatákat az ország a Liao folyó medencéjéért, és 342-ben Mu-zsung Huang (Murong Huang),  Jen (Yen) királya porig égette a királyi palotát Kungneszong (Gungnaeseong)ban, foglyul ejtette az anyakirálynét és 50 000 helybélit hurcolt el. Elvitték a király apjának tetemét is, ami akkoriban nagy szentségtörésnek számított. Kogugvon (Gogukwon) kénytelen volt sarcot fizetni a Jen (Yen) államnak, hogy visszakapja apja testét, valamint az édesanyját. Az özvegy királyné csupán 13 évvel elrablása után térhetett haza. 371-ben az időközben megerősödő és komoly ellenféllé váló Pekcse (Baekje) királya, Kuncshogo (Gunchogo) kifosztotta Phjongjang (Pyeongyang)ot és megölte Kogugvon (Gogukwon)t.

## Ábrázolása
A The King of Legend című 2010-es tévésorozatban I Dzsongvon (Lee Jong-won) alakította.